# Der Eigene
Der Eigene (em tradução livre do alemão: "O próprio"), subtitulado com "ein Blatt für männliche Kultur“ ("uma revista para a cultura masculina") foi a primeira revista sobre e para homossexuais do mundo, que durante 1896 até 1932 foi publicada por Adolf Brand (1874−1945). As primeiras dez edições foram publicadas quatro vezes ao ano, depois disto a revista saiu mensalmente, porém com certa irregularidade e com intervalos. Brand contribuiu com muitos poemas e artigos; outros colaboradores incluíram os escritores Benedict Friedlaender, Hanns Heinz Ewers, Erich Mühsam, Kurt Hiller, Ernst Burchard, John Henry Mackay, Theodor Lessing, Klaus Mann e Thomas Mann, bem como os artistas Wilhelm von Gloeden, Fidus e Sascha Schneider. A revista pode ter tido uma média de cerca de 1.500 assinantes por edição durante sua edição, mas os números exatos são incertos.

## História
O nome remete à obra de Max Stirner O único e a sua propriedade. Um dos subtítulos declarava ser uma revista mensal cultura e vida ("Monatsschrift für Kunst und Leben“). Nas primeiras edições foram tratados a filosofia de Stirner e temas relacionados ao anarquismo. Na década de 1920, o jornal mudou de linha editorial, para apoiar a democracia liberal da República de Weimar e, mais especificamente, o Partido Social Democrata. A partir de 1898 Der Eigene passou a conter principalmente poesia lírica, prosa, fotografia artística, e desenhos.
A revista viu-se obrigada a defender-se da censura. Em 1903 foi registrado um processo legal contra ela especificamente devido à publicação da poesia Die Freundschaft ("a amizade"), mas foi desqualificado ao descobrir-se ter sido escrita por Friedrich Schiller.
Em 1933, quando Adolf Hitler subiu ao poder, a casa de Adolf Brand foi revistada e todos os materiais necessários para produzir a revista foram apreendidos e dados a Ernst Röhm, o que impossibilitou a continuação de publicações de novas edições.

### Trecho de artigo

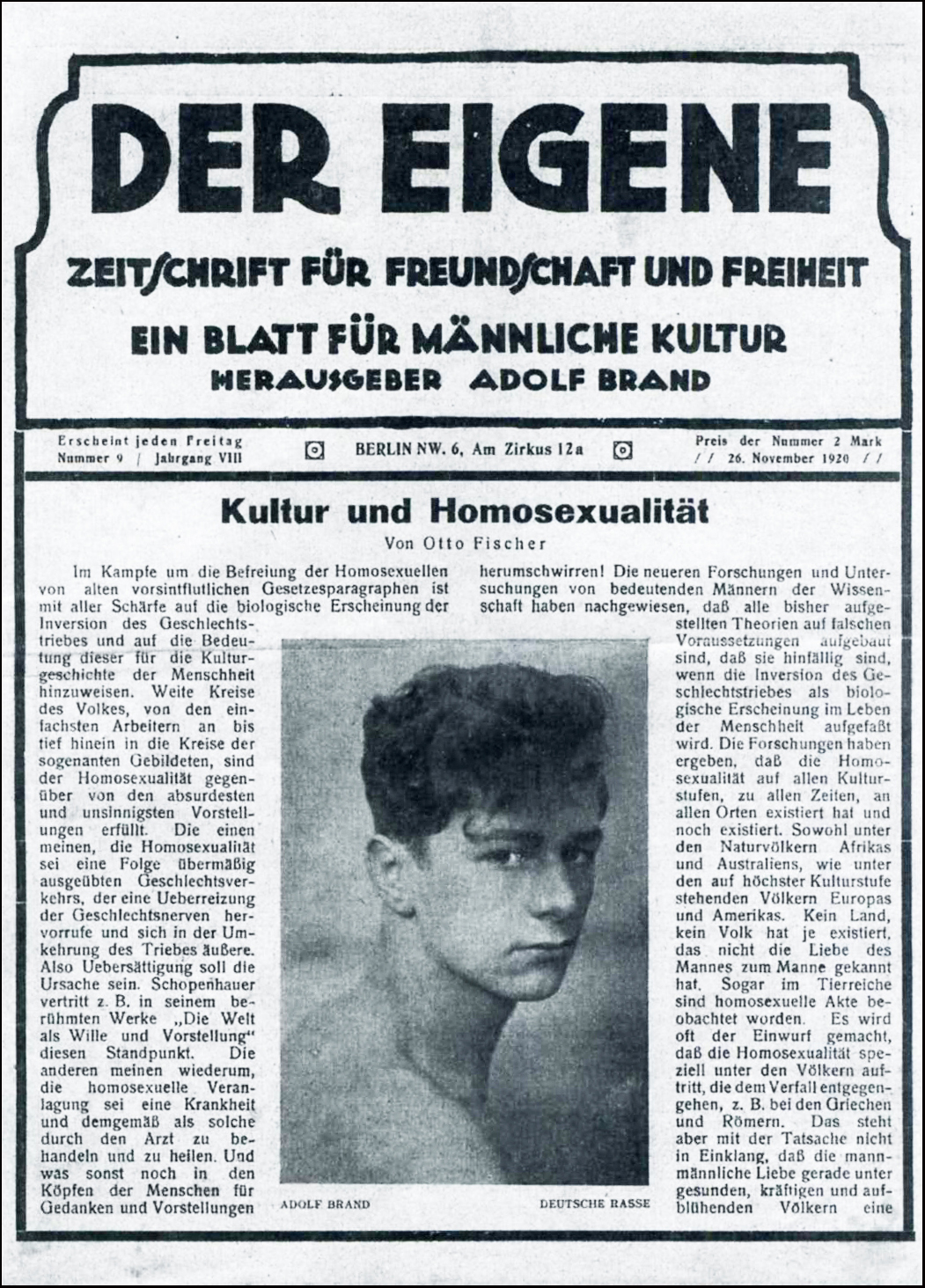
Kultur und Homosexualität por Otto Fischer: Der Eigene - Revista para amizade e liberdade, um caderno para a cultura masculina de Adolf Brand, editor

Otto Fischer, escritor contribuinte à edição número nove da revista, no ano de 1920, postulou com seguridade sobre o assunto da homossexualidade em seu artigo Cultura e homossexualidade (Kultur und homosexualität):

Na batalha pela liberação dos homossexuais de antigos parágrafos pré-diluviais deve-se fazer referência com toda ênfase no surgimento biológico da atração sexual invertida e também referir-se à importância disto para a história da cultura da humanidade. Amplos círculos da população, dos mais simples obreiros, e adentrando-se aos níveis mais profundos dos círculos da sociedade, na companhia daqueles tidos como cultos, são empregados os conceitos mais absurdos e ridículos contra a homossexualidade. Uns pensam que a homossexualidade seja o resultado de atividades sexuais exercidas em exagero, que isto provocaria uma sobre-excitação dos nervos sexuais e que isto se manifestaria numa inversão dos desejos sexuais. Portanto, sobre-saturação seria a causa. Schopenhauer defendeu, por exemplo, em seu famoso trabalho “Die Welt als Wille und Vorstellung” (“O Mundo como Vontade e Representação) este ponto de vista. Outros por sua vez pensam que a índole homossexual seja uma doença e que, de acordo como tal, deva ser avaliada e curada por um médico. E o que mais poderia haver de ideias e confabulações ocupando espaço nas cabeças das pessoas! As mais recentes pesquisas e testes conduzidos pelos mais importantes homens da ciência têm informado que as acima citadas teorias estão fundamentadas em falsos pre-supostos, que elas são decrépitas, enquanto a inversão da atração sexual é vista como uma manifestação biológica da vida do ser humano. As pesquisas têm indicado que a homossexualidade existiu e ainda existe em todos os níveis culturais, em todos os tempos, e em todos os lugares. Até mesmo entre os povos nativos da África e Austrália, bem como entre os mais altos escalões culturais dos povos atuais da Europa e América. Não há país, nem civilização que jamais existiu, que não conheceu o amor do homem pelo homem. Até mesmo no reino animal são observados atos homossexuais. Frequentemente é feita a sugestão de que a homossexualidade surge em especial nas civilizações a caminho da decadência, como por exemplo, na Grécia e em Roma, mas isto de fato não confere, pois o amor entre homens ocorre até mesmo em povos saudáveis, fisicamente fortes, e em pleno florescimento, [...]

## Galeria

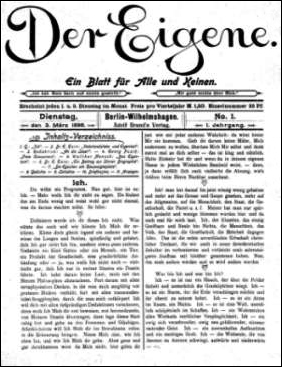
Der Eigene, vol. 1 (1896), no. 1 - dez edições neste formato - um jornal anarquista sem conteúdo gay neste volume
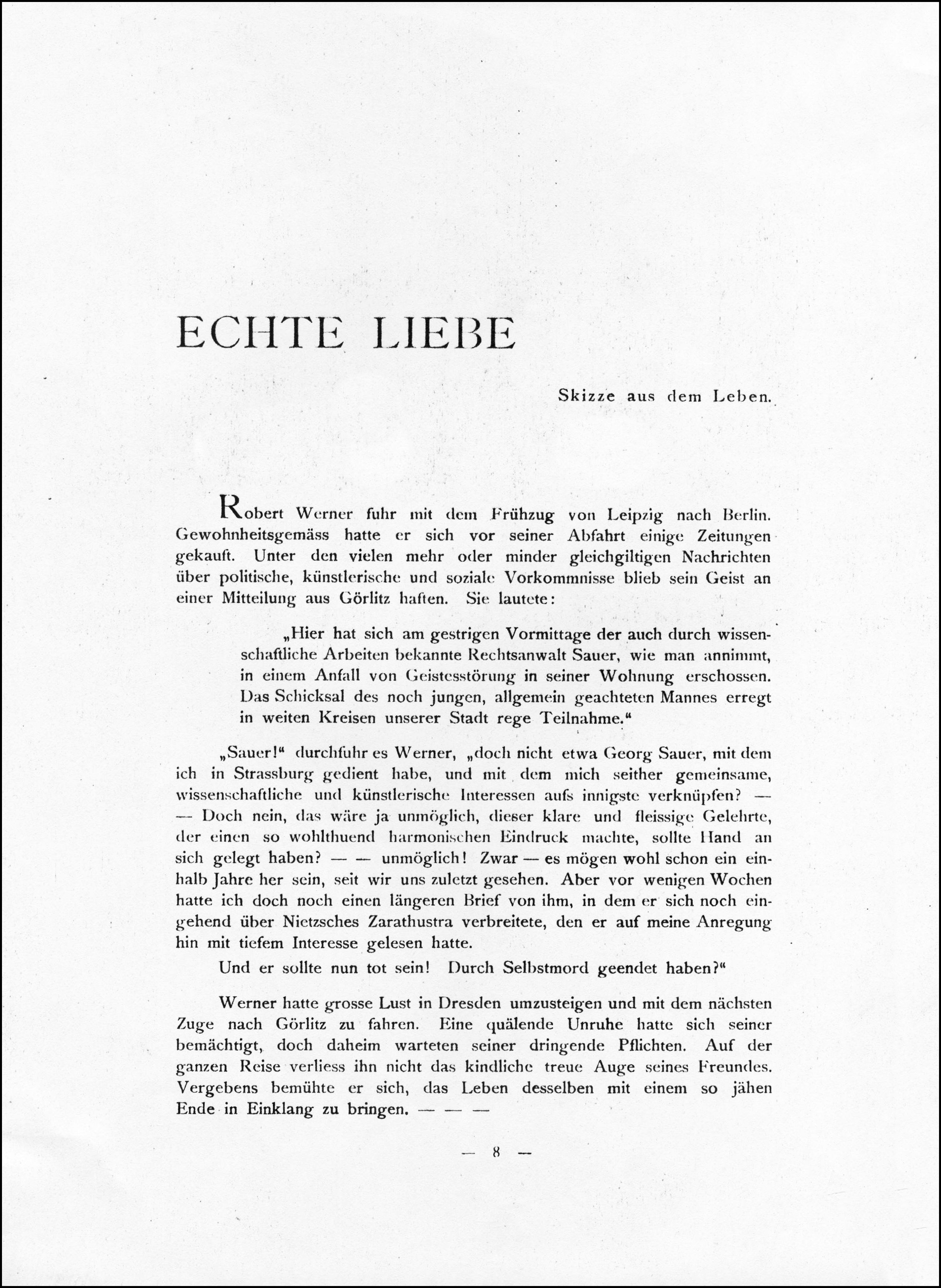
Der Eigene, vol. 2 (1898), no. 1 - duas edições neste formato - aqui, a página de abertura de um conto gay, o primeiro texto gay da revista
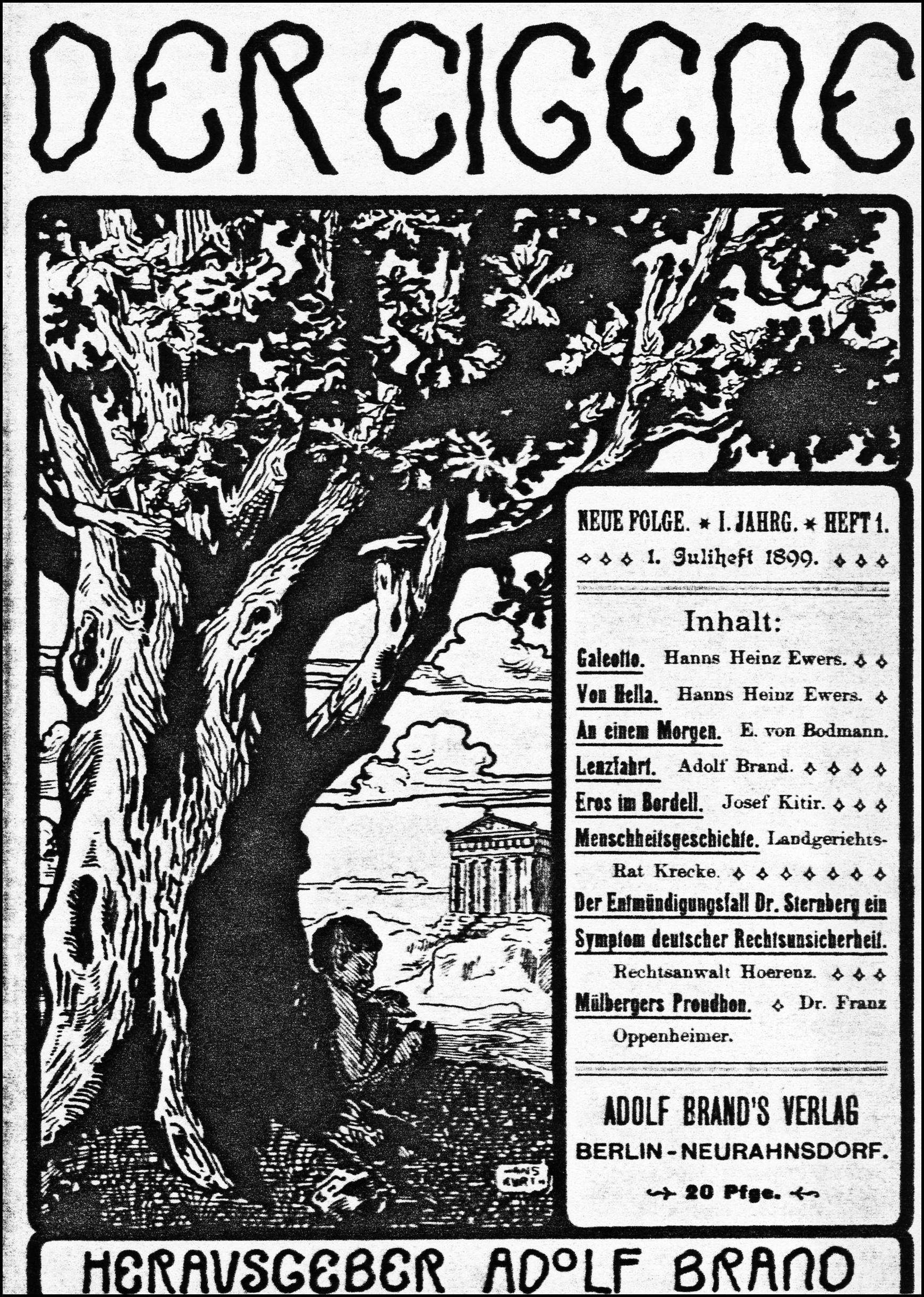
Der Eigene, vol. 1 (= vol. 3, o primeiro volume com conteúdo inteiramente gay) (1898), no. 1 - dez edições neste formato
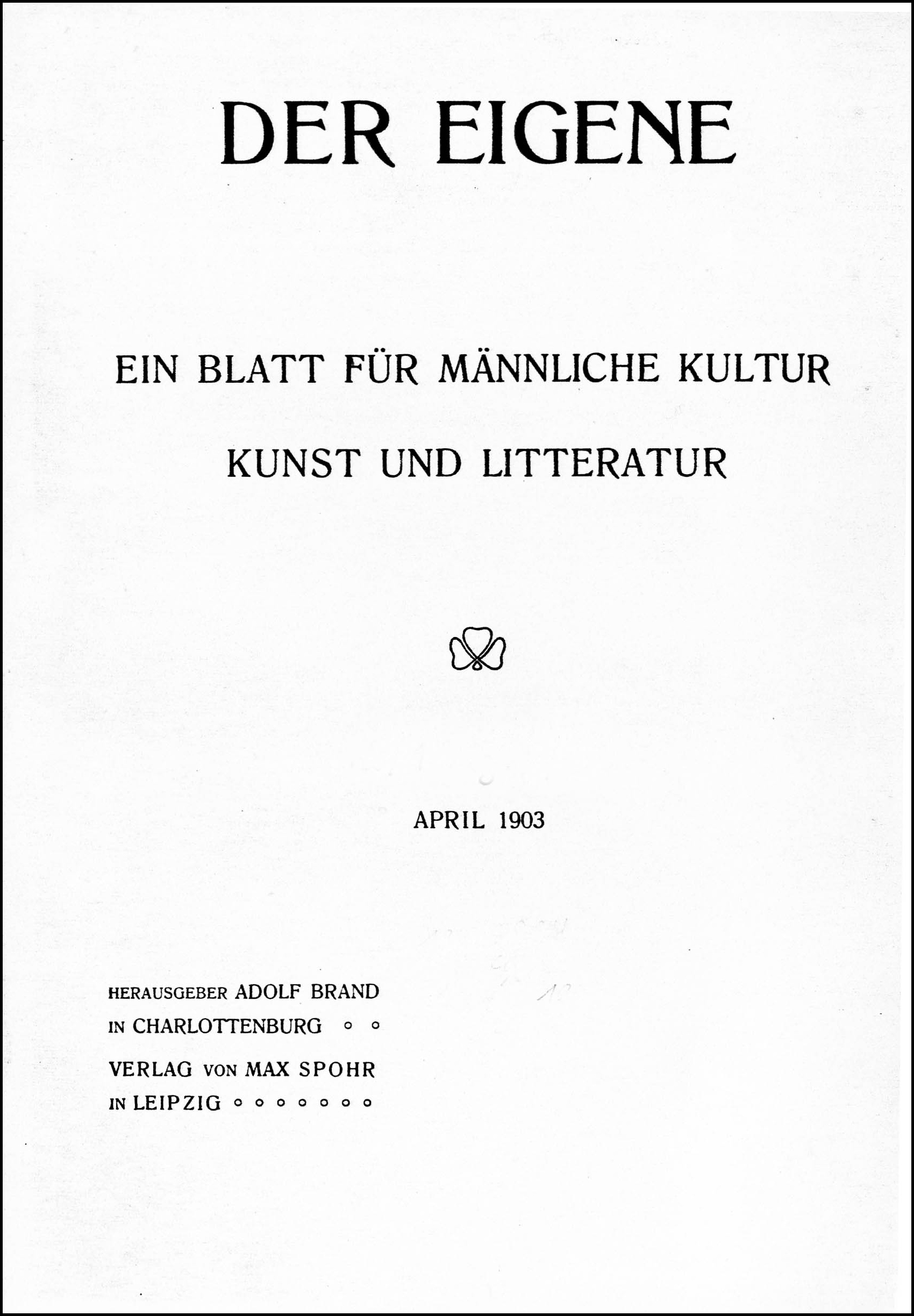
Der Eigene, vol. 4 (1903), no. 1 - seis edições neste formato
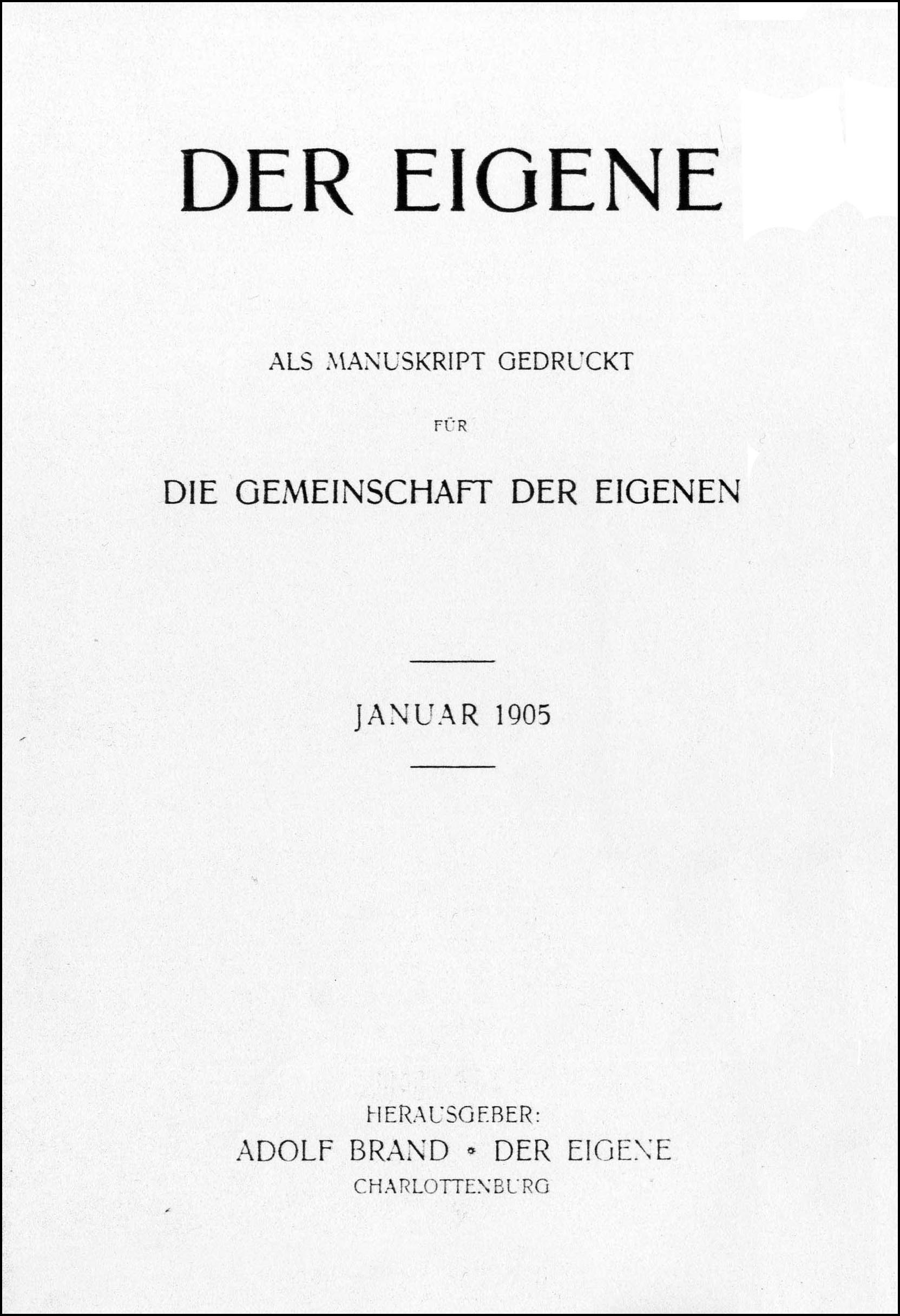
Der Eigene, vol. 5 (1905), no. 1 - seis edições neste formato
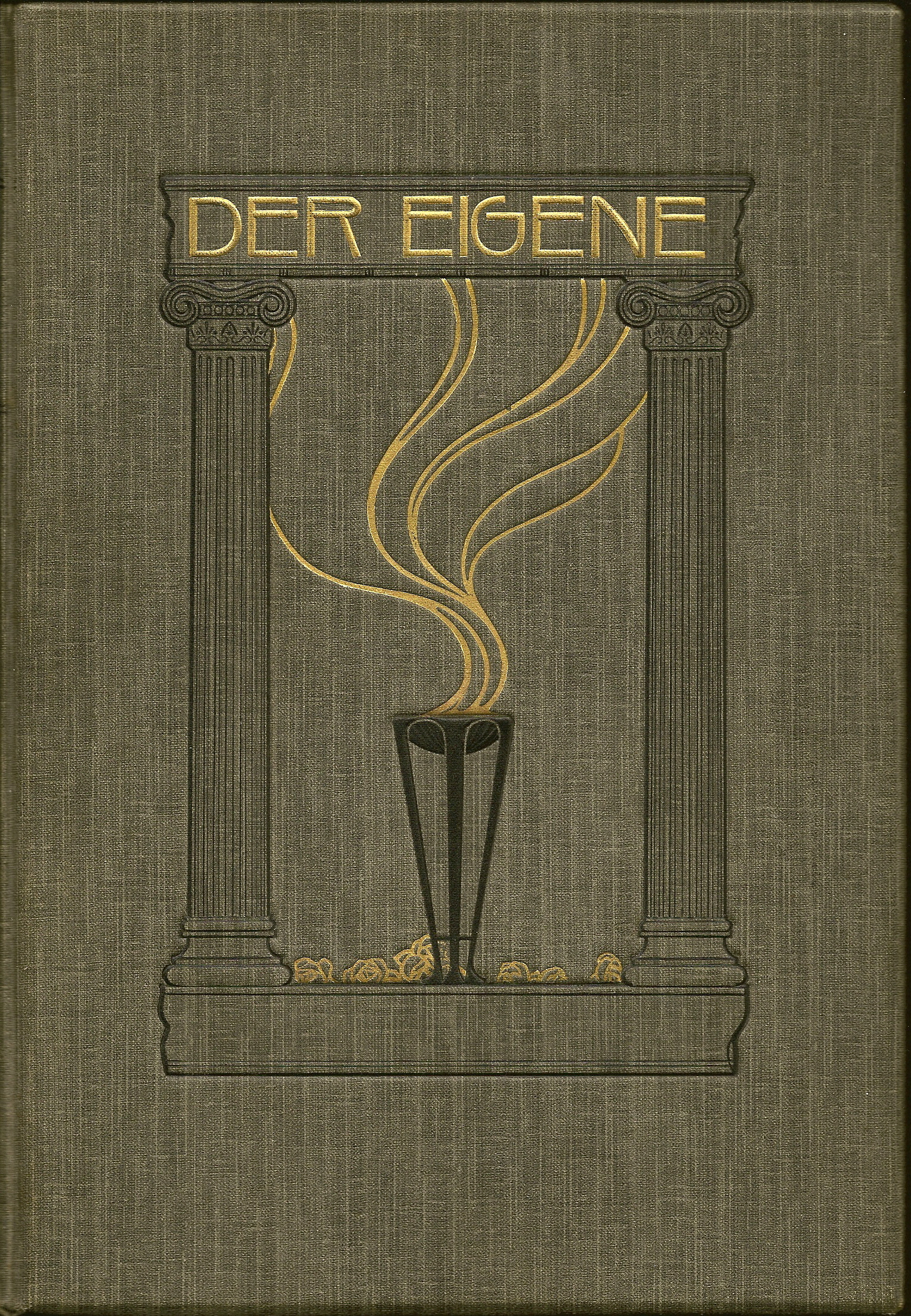
Der Eigene, vol. 6 (1906) - a única edição de capa dura, anual
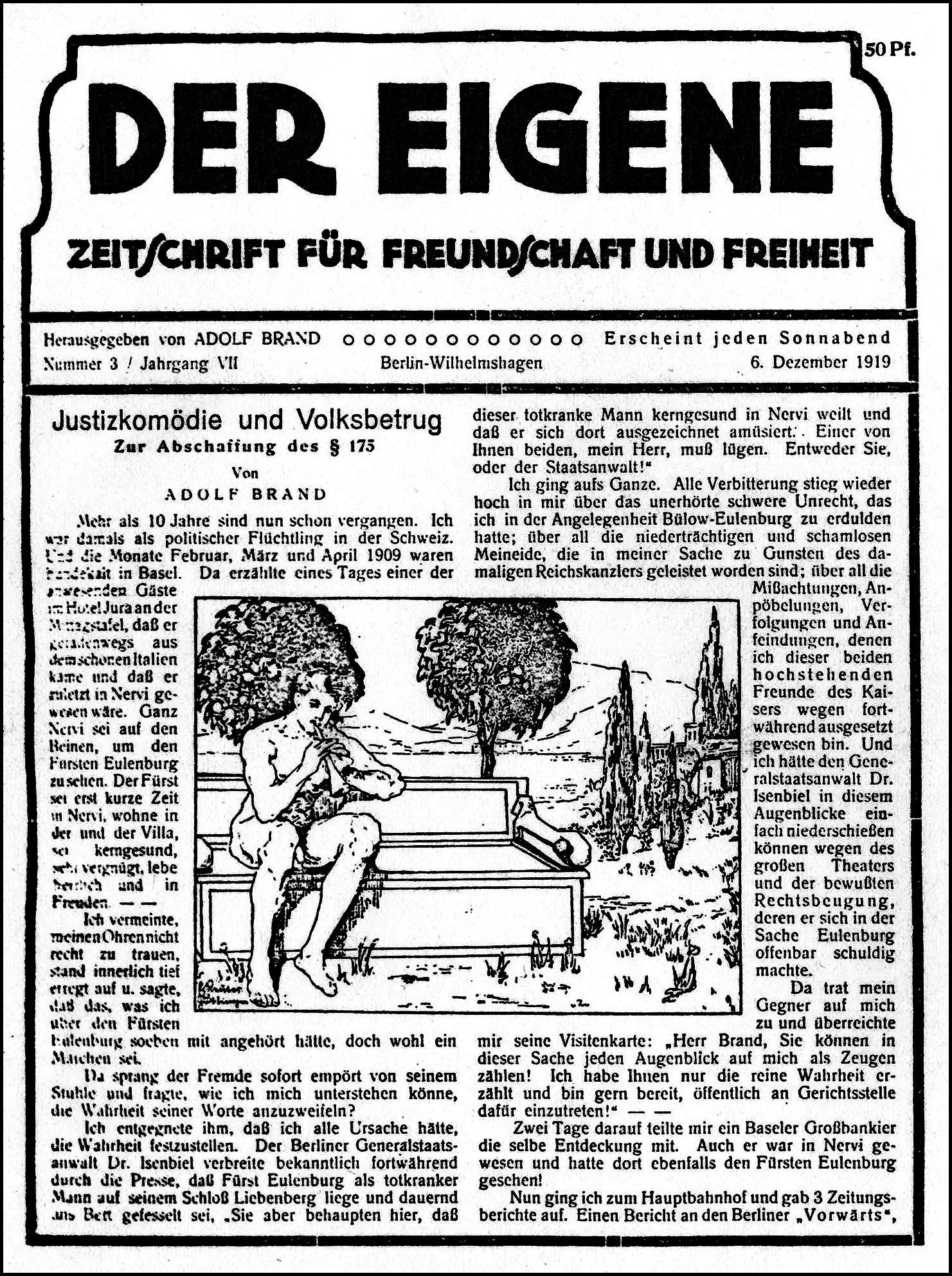
Der Eigene, vol. 7 (1919–20), no. 3 - onze edições neste formato
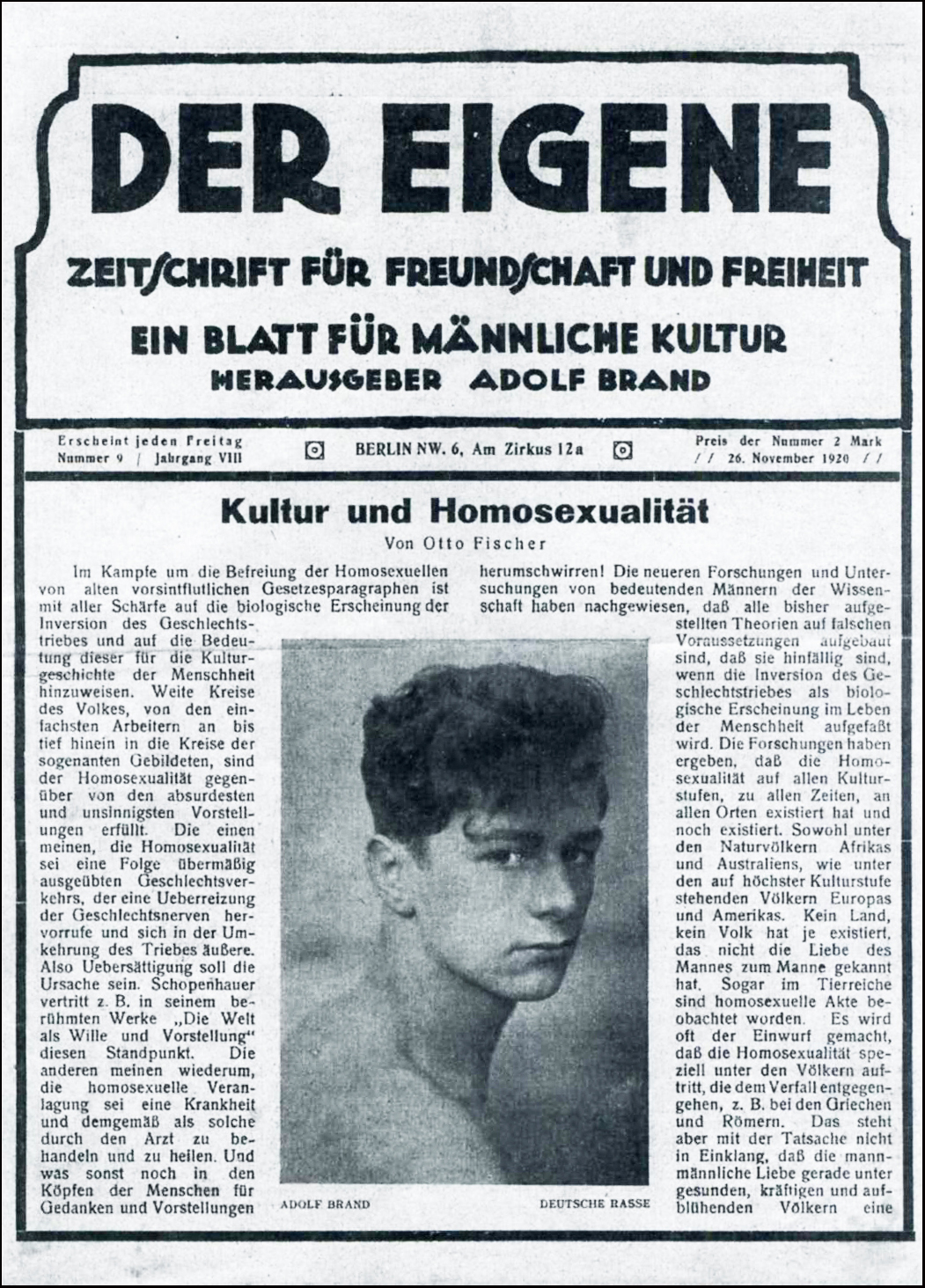
Der Eigene, vol. 8 (1920), no. 9 - catorze edições neste formato
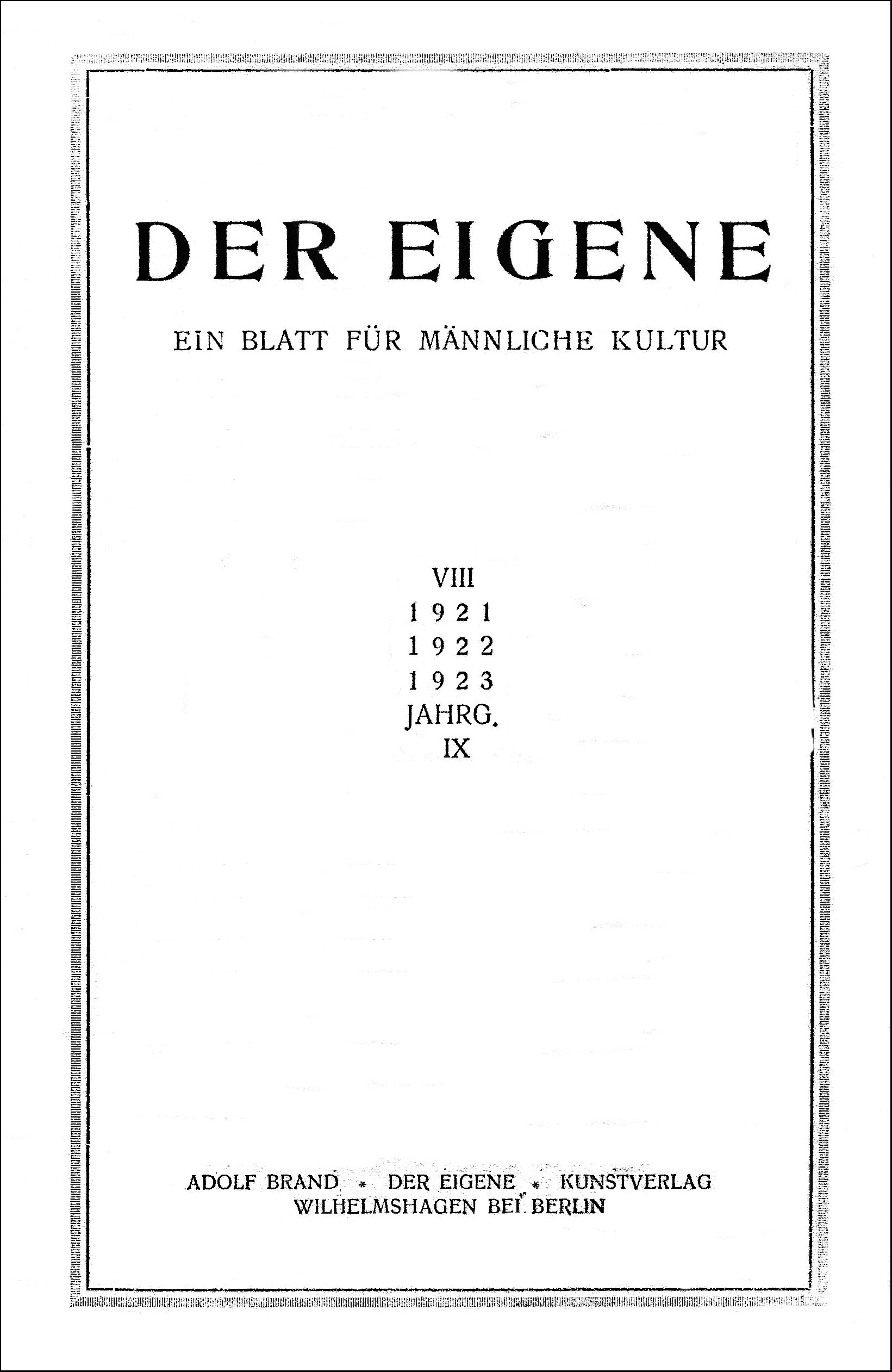
Der Eigene, vol. 9 (1921-22-23), no. 3 - sete edições neste formato
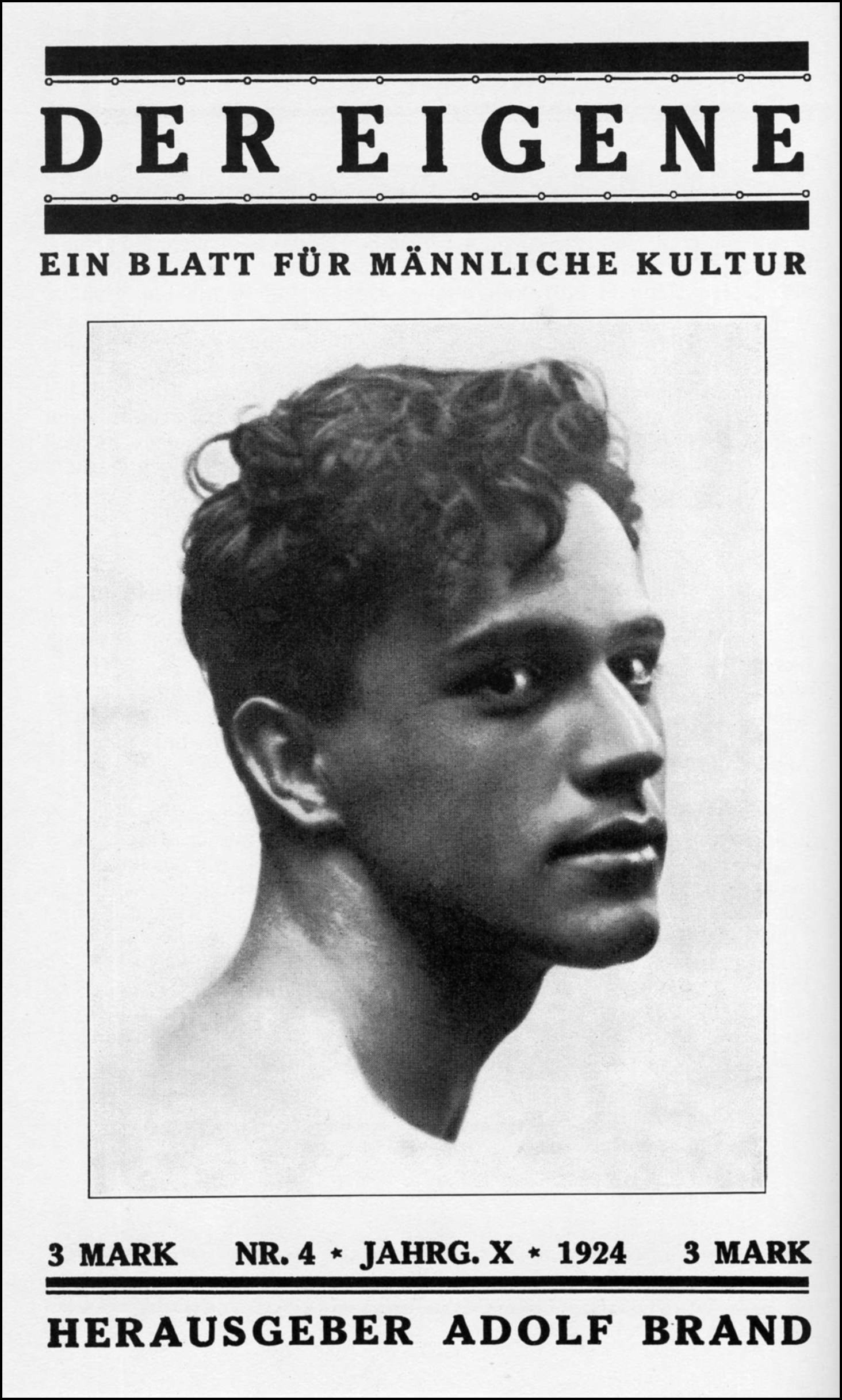
Der Eigene, vol. 10 (1924-25), no. 4 - doze edições neste formato
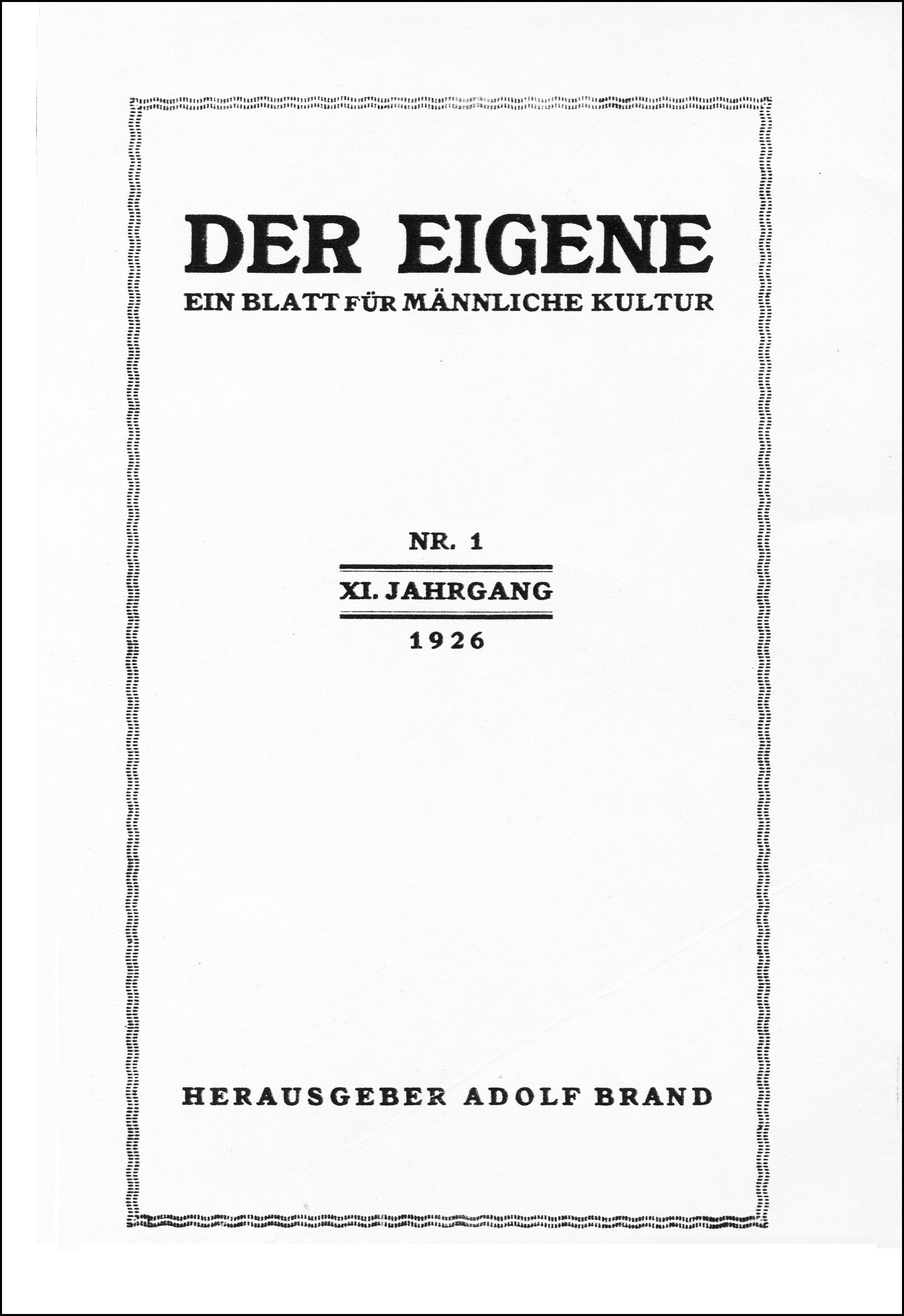
Der Eigene, vol. 11 (1926), no. 1 - dez edições neste formato
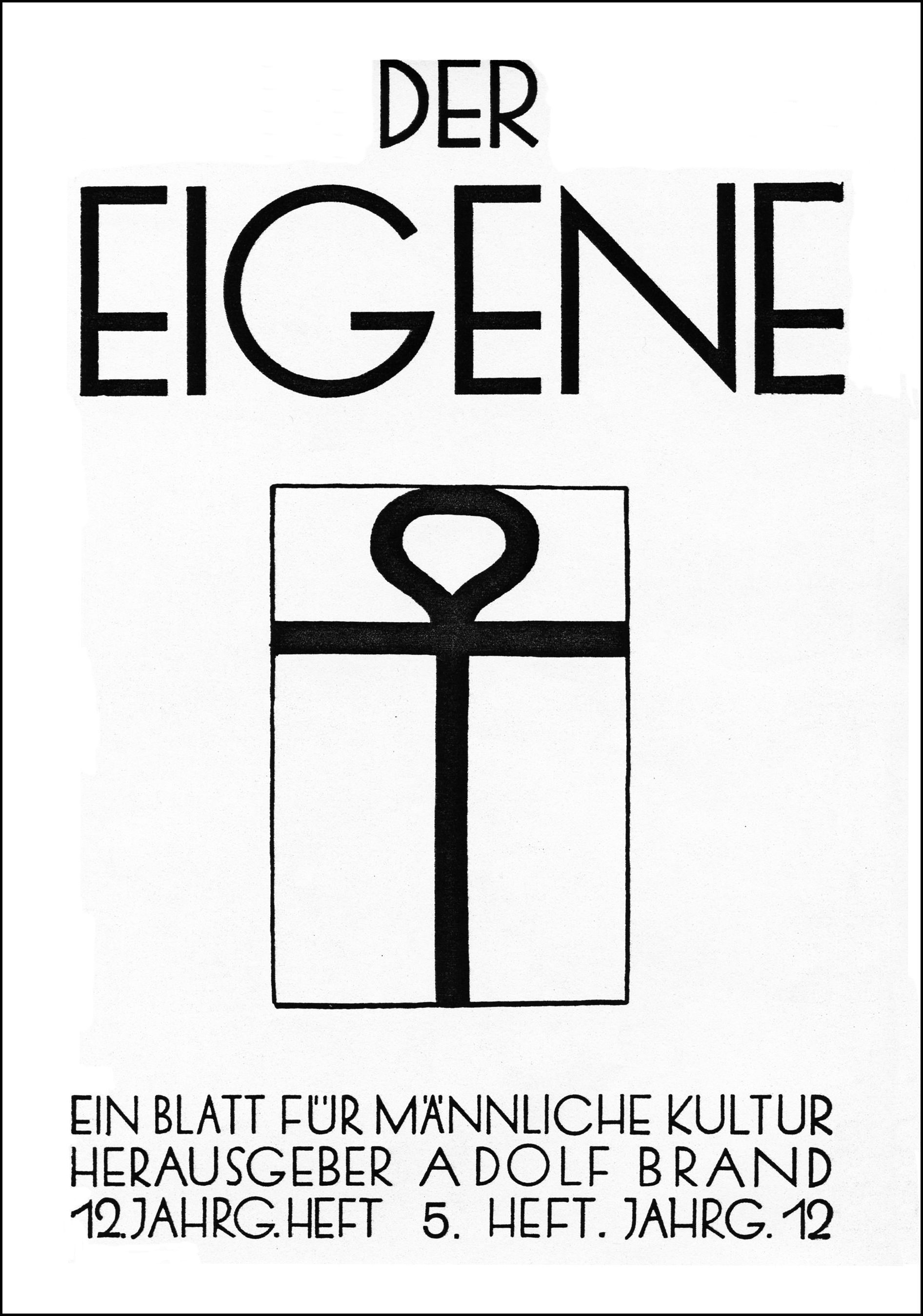
Der Eigene, vol. 12 (1929), no. 5 - cinco edições neste formato
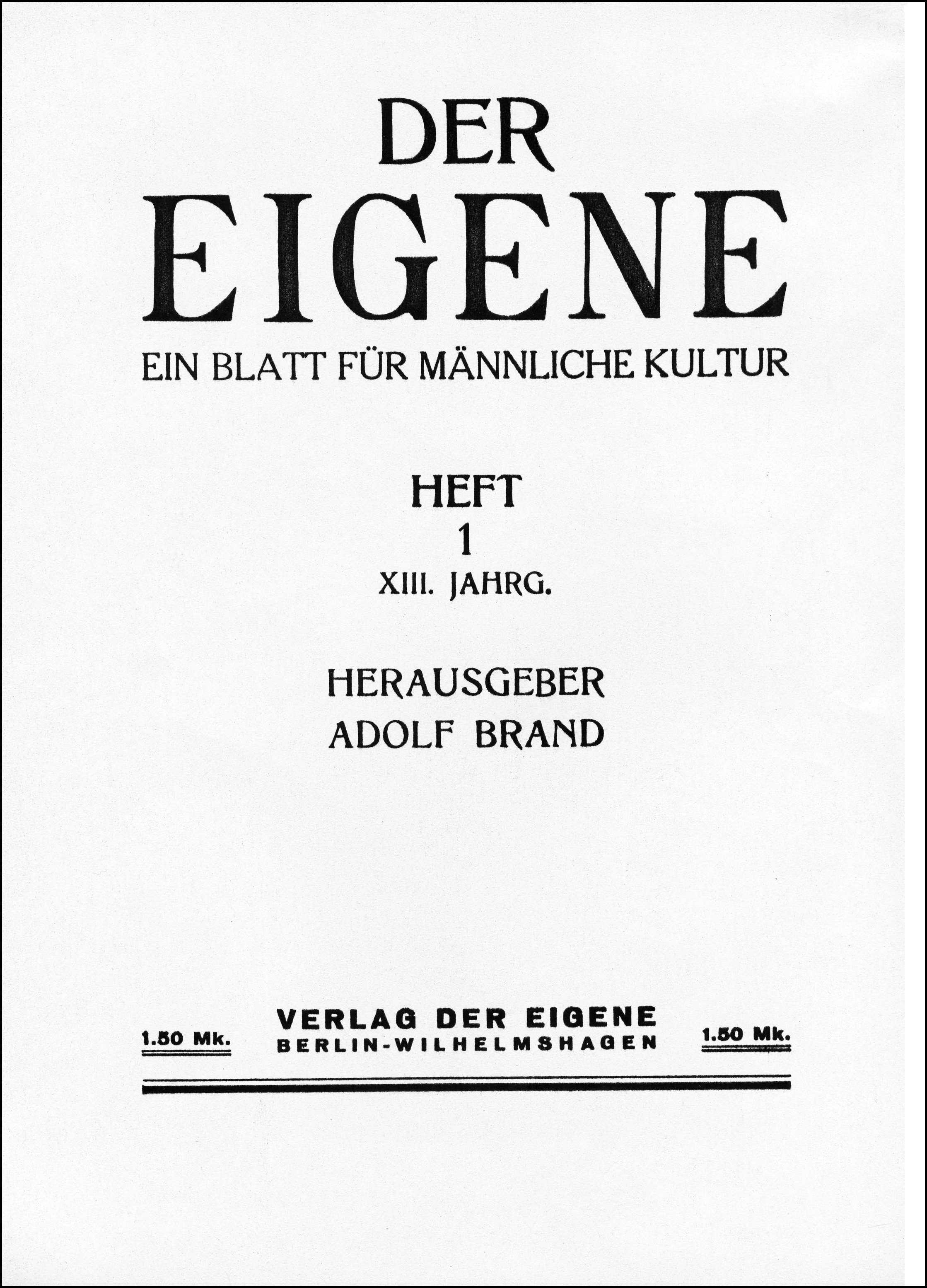
Der Eigene, vol. 13 (1930–32), no. 1 - nove edições neste formato